# Dominique Mollier
Pour les articles homonymes, voir Mollier.
Dominique Mollier est une nageuse française née le 7 septembre 1949 à Chambéry, spécialisée en nage libre.
Elle est membre de l'équipe de France aux Jeux olympiques d'été de 1968 où elle prend part au 400 et au 800 mètres nage libre ; elle est éliminée en séries de qualification.
Elle a été championne de France de natation sur 400 mètres nage libre à l'été 1967 et sur 800 mètres nage libre à l'hiver 1968.